# Șerban Țițeica
Șerban Țițeica (Bucareste, 27 de março de 1908 – Bucareste, 28 de maio de 1985) foi um físico romeno.
Terceiro e último filho do matemático Gheorghe Țițeica. Estudou na Universidade de Bucareste, onde obteve a graduação em 1929. Estudou na Universidade de Leipzig de 1930 a 1934, onde obteve um doutorado em 1935, orientado por Werner Heisenberg. Lecionou na Universidade Politécnica de Bucareste de 1935 a 1941 como professor assistente, sendo depois professor da Universidade de Iaşi de 1941 a 1948, e da Universidade de Bucareste de 1949 a 1977. Foi membro titular da Academia Romena em 1955 e serviu como seu vice-presidente de 1963 até morrer em sua cidade natal.